# Croton multicaulis
Espèce
Croton multicaulis est une espèce de plantes à fleurs du genre Croton et de la famille des Euphorbiaceae présente au Queensland en Australie.
Il a pour sous-espèces :
- Croton multicaulis subsp. multicaulis
  - (en) Catalogue of Life : Croton multicaulis multicaulis
- Croton multicaulis subsp. velutinus, P.I.Forst., 2003
  - (en) Catalogue of Life : Croton multicaulis velutinus P.I.Forst.